# Ларс Люкке Расмуссен
Ларс Люкке Расмуссен (дан. Lars Løkke Rasmussen; нар. 15 травня 1964, Вайле) — данський державний і політичний діяч, прем'єр-міністр Данії з 5 квітня 2009 до 16 вересня 2011 та з 28 червня 2015 до 27 червня 2019. Міністр закордонних справ Данії з 15 грудня 2022 року.
Колишній член ліберально-консервативної партії Венстре, засновник та голова партії «Помірковані». Депутат данського парламенту з 1994.
Міністр внутрішніх справ та охорони здоров'я у 2001—2007 роках. Міністр фінансів у 2007—2009 роках. Після відставки Андерса Фог Расмуссена з посади прем'єр-міністра Данії, у зв'язку з його обранням на пост Генерального секретаря НАТО Ларс Люкке Расмуссен очолив данський уряд.
Консервативно-ліберальна коаліція, очолювана Расмуссеном, програла вибори 15 вересня 2011 року.
У квітні 2021 року оголосив про заснування нової партії «Помірковані», після того, як у січні вийшов із «Венстре» на тлі поразки консервативно-ліберальної коаліції на виборах 2019 року та його усунення з посади голови партії. На позачергових виборах 2022 року «Помірковані» здобули 9,3 % голосів, ставши третьою за чисельністю партією в парламенті. 15 листопада 2022 року склав присягу коаліційний уряд, очолюваний Метте Фредеріксен, до якого ввійшли партія прем'єр-міністра «Соціал-демократи», «Венстре» та засновані Расмуссеном «Помірковані»; сам Расмуссен обійняв посаду міністра закордонних справ.
Одружений із фареркою Соулрун Якупсдоттір Лекке Расмуссен (до шлюбу Якупсдоттір Петерсен), у них троє дітей. Крім рідної данської, володіє англійською, німецькою та фарерською мовами. На парламентських виборах 18 червня 2015 року його коаліція перемогла і він знову очолив данський уряд.

## Нагороди
- Орден «За заслуги» I ст. (Україна, 4 вересня 2023) — за вагомий особистий внесок у зміцнення міждержавного співробітництва, підтримку державного суверенітету та територіальної цілісності України, популяризацію Української держави у світі[4]